# Episodi di Due uomini e mezzo (seconda stagione)
La seconda stagione della serie televisiva Due uomini e mezzo è stata trasmessa negli Stati Uniti dal 20 settembre 2004 al 23 maggio 2005 su CBS.
In Italia la stagione è stata trasmessa a partire dal 12 luglio 2006 su Rai 2. La trasmissione è stata interrotta il 2 agosto con il quattordicesimo episodio. La serie è successivamente tornata in onda sullo stesso canale a partire dal 22 settembre 2007. In seguito la sitcom è stata nuovamente sospesa a cinque episodi dal finale di stagione, il 14 ottobre. La seconda stagione è stata trasmessa anche da Fox che ha trasmesso anche gli ultimi cinque episodi inediti dal 5 al 19 dicembre dello stesso anno, successivamente proposti in prima visione free su Rai 2 dall'8 luglio 2008 e concludendo il 15, con il finale di stagione.
| nº | Titolo originale                               | Titolo italiano              | Prima TV USA      | Prima TV Italia   |
| -- | ---------------------------------------------- | ---------------------------- | ----------------- | ----------------- |
| 1  | Back Off Mary Poppins                          | Terapia di gruppo            | 20 settembre 2004 | 12 luglio 2006    |
| 2  | Enjoy Those Garlic Balls                       | Perché tu mi odi?            | 26 settembre 2004 | 13 luglio 2006    |
| 3  | A Bag Full of Jawea                            | Leggere tra le righe         | 3 ottobre 2004    | 14 luglio 2006    |
| 4  | Go Get Mommy's Bra                             | Niente di particolare        | 10 ottobre 2004   | 17 luglio 2006    |
| 5  | Bad News from the Clinic?                      | Ho incontrato me stesso      | 17 ottobre 2004   | 18 luglio 2006    |
| 6  | The Price of Healthy Gums is Eternal Vigilance | Al mano lesta                | 24 ottobre 2004   | 22 settembre 2007 |
| 7  | A Kosher Slaughterhouse Out in Fontana         | Un party per mamma           | 7 novembre 2004   | 20 luglio 2006    |
| 8  | Frankenstein and the Horny Villagers           | Nancy                        | 14 novembre 2004  | 21 luglio 2006    |
| 9  | Yes, Monsignor                                 | Ti ricordi di Lisa?          | 21 novembre 2004  | 24 luglio 2006    |
| 10 | The Salmon Under My Sweater                    | Il signore delle mosche      | 28 novembre 2004  | 25 luglio 2006    |
| 11 | Last Chance to See Those Tattoos               | Charlie e il sito            | 12 dicembre 2004  | 31 luglio 2006    |
| 12 | A Lungful of Alan                              | Mai, mai e poi mai           | 3 gennaio 2005    | 1º agosto 2006    |
| 13 | Zejdź z Moich Włosów (a.k.a. Get Off My Hair)  | Siamo ancora amici           | 17 gennaio 2005   | 2 agosto 2006     |
| 14 | Those Big Pink Things with Coconut             | Il pianeta degli animali     | 31 gennaio 2005   | 23 settembre 2007 |
| 15 | Smell the Umbrella Stand                       | Non te ne accorgerai neanche | 7 febbraio 2005   | 29 settembre 2007 |
| 16 | Can You Eat Human Flesh with Wooden Teeth?     | Che giornata infernale       | 14 febbraio 2005  | 6 ottobre 2007    |
| 17 | Woo-Hoo, An Ernia Exam!                        | Non c'è giustizia            | 21 febbraio 2005  | 7 ottobre 2007    |
| 18 | It Was Mame, Mom                               | Dolce tesoro della casa!     | 7 marzo 2005      | 13 ottobre 2007   |
| 19 | A Low Gutteral Tongue-Flapping Noise           | Toast mortale ninja          | 21 marzo 2005     | 14 ottobre 2007   |
| 20 | I Always Wanted a Shaved Monkey                | Tu eri geloso di me?         | 18 aprile 2005    | 5 dicembre 2007   |
| 21 | A Sympathetic Crotch to Cry On                 | Mentirai anche nell'aldilà   | 2 maggio 2005     | 12 dicembre 2007  |
| 22 | That Old Hose Bag is My Mother                 | Non è un'auto da donna       | 9 maggio 2005     | 12 dicembre 2007  |
| 23 | Squab, Squab, Squab, Squab, Squab              | Una pessima idea             | 16 maggio 2005    | 19 dicembre 2007  |
| 24 | Does This Smell Funny to You?                  | Vuole dei dolcetti?          | 23 maggio 2005    | 19 dicembre 2007  |

## Terapia di gruppo
- Titolo originale: Back Off Mary Poppins
- Diretto da: Pamela Fryman
- Scritto da: Chuck Lorre (soggetto); Lee Aronsohn e Susan Beavers (sceneggiatura)

### Trama
Charlie esclude Alan dalla serata tra amici che organizza a casa sua, in realtà una terapia di gruppo, e quest'ultimo se ne risente. Alan cerca quindi di trovare qualcosa da fare da solo: Rose tenta di confortarlo quando gli amici di Charlie convincono quest'ultimo a farlo intervenire. Alan e Charlie hanno quindi modo di parlare un po' del loro passato, ma alla fine Alan rimane vittima di uno dei soliti scherzi del fratello, dopo essere stato escluso dal gruppo per la sua loquacità.
- Nota: guest star dell'episodio sono Sean Penn, Elvis Costello, Harry Dean Stanton e Bobby Cooper, tutti nel ruolo di se stessi, che fanno parte del gruppo di amici di Charlie.

## Perché tu mi odi?
- Titolo originale: Enjoy Those Garlic Balls
- Diretto da: Pamela Fryman
- Scritto da: Chuck Lorre e Lee Aronsohn (soggetto); Don Foster e Eddie Gorodetsky (sceneggiatura)

### Trama
Dopo essersi ubriacato mentre compilava l'assegno per gli alimenti, Alan decide di restituire a Judith una piccola giraffa di ceramica che le regalò al primo appuntamento per troncare definitivamente, ma arrivati a casa sua scoprono che la donna ha una relazione col pediatra di Jake. Il giorno dopo Alan ritorna per scusarsi e trova solo il medico, con cui comincia a parlare delle nevrosi di Judith, mentre Evelyn, con l'aiuto di Berta, cerca di capire i motivi del rancore di Charlie nei suoi confronti: dopo che si aggiunge anche Rose, Charlie rivela di ritenerla responsabile della morte del padre e di essere poi passata da un uomo ad un altro senza curarsi dei figli, ma la donna non gli crede. 

## Leggere tra le righe
- Titolo originale: A Bag Full of Jawea
- Diretto da: Pamela Fryman
- Scritto da: Chuck Lorre e Lee Aronsohn (soggetto); Jeff Abugov e Mark Roberts (sceneggiatura)

### Trama
Judith e Alan vengono chiamati dalla maestra di Jake, la signorina Pasternack, poiché il bambino l'ha mandata al diavolo; all'incontro si presenta anche Charlie, che riesce a sedurla. La donna rivela quindi a Charlie, dopo essere stati scoperti dal bambino, di provare qualcosa di molto forte per lui: come sempre Charlie tenta di liberarsene, ma lei sostiene di avere una missione divina, cioè quella di salvarlo. La maestra diviene quindi particolarmente gentile con gli alunni e con Jake, ma Charlie non riesce più a tollerarla e la lascia. Jake viene quindi di nuovo oberato dai compiti a casa.

## Niente di particolare
- Titolo originale: Go Get Mommy's Bra
- Diretto da: Pamela Fryman
- Scritto da: Lee Aronsohn e Don Foster (soggetto); Chuck Lorre e Eddie Gorodetsky (sceneggiatura)

### Trama
Jake si sta affezionando a Greg, il nuovo fidanzato di Judith, e Alan se ne risente, anche perché l'uomo ha una disponibilità economica molto superiore alla sua. Evelyn chiede a Charlie di prestargli l'auto e Alan, per guadagnare punti con Jake, decide di insegnargli a guidare usando l'auto elettrica di sua madre. Alan scopre quindi che Judith e Greg si sono lasciati, cosa che sconforta molto Jake. Lo zio lo porta a fare un giro e riesce a consolarlo: quando rientrano a casa trovano Judith e Alan che si baciano. 

## Ho incontrato me stesso
- Titolo originale: Bad News from the Clinic?
- Diretto da: Pamela Fryman
- Scritto da: Chuck Lorre e Lee Aronsohn (soggetto); Mark Roberts e Jeff Abugov (sceneggiatura)

### Trama
Charlie esce con una ragazza, Sherry, che si dimostra molto indipendente, mentre Alan e Jake discutono per i compiti a casa. Charlie, parlando con Rose, capisce che Sherry è una sorta di suo corrispettivo al femminile: tenta quindi di lasciarla, ma ci finisce a letto ancora una volta, per poi essere di nuovo scaricato. Charlie quindi tronca la relazione. 
- Guest star: Jery Ryan (Sherry).

## Al mano lesta
- Titolo originale: The Price of Healthy Gums is Eternal Vigilance
- Diretto da: Pamela Fryman
- Scritto da: Chuck Lorre e Lee Aronsohn (soggetto); Mark Roberts e Eddie Gorodetsky (sceneggiatura)

### Trama
Durante una cena in famiglia viene rievocato un episodio dell'infanzia di Alan in cui venne accusato di aver rubato un giocattolo. Charlie rivela a Rose di essere stato lui a mettere il giocattolo nella tasca del fratello e successivamente lo rivela anche ad Alan, che si arrabbia molto. Charlie lo rivela quindi anche alla madre e a Jake ma Alan, di fronte alla prospettiva di trasferirsi dalla madre, lo perdona. Charlie quindi rivela al fratello che per diverso tempo è stato lui a fare la pipì nel suo letto da bambini.

## Un party per mamma
- Titolo originale: A Kosher Slaughterhouse Out in Fontana
- Diretto da: Pamela Fryman
- Scritto da: Don Foster (soggetto); Chuck Lorre e Lee Aronsohn (sceneggiatura)

### Trama
Judith si lamenta del comportamento di Jake nei suoi confronti e così Alan tenta di convincere Charlie a comportarsi meglio con Evelyn per dare il buon esempio. La donna decide quindi di cogliere l'occasione per organizzare a casa del figlio un party per aver ricevuto un premio e i due fratelli si rivolgono al catering gestito dalla sorella di Berta Daisy. Le due donne hanno un rapporto molto conflittuale e dopo l'ennesima sfuriata Berta si rifiuta di cucinare prima del party. Charlie riesce infine a conciliare le due sorelle, ma la scena viene rubata a Evelyn dalle doti canore di Daisy. A farne le spese sono ovviamente Alan e Charlie.

## Nancy
- Titolo originale: Frankenstein and the Horny Villagers
- Diretto da: Pamela Fryman
- Scritto da: Don Foster e Jeff Abugov (soggetto); Chuck Lorre e Lee Aronsohn (sceneggiatura)

### Trama
Alan esce a cena con una donna incontrata al supermercato, Nancy; riesce ad andarci a letto e la cosa si protae per qualche giorno. Alan dice quindi al fratello di volersi sposare ma Charlie e Evelyn tentano di farlo desistere. Alla fine si scopre che Nancy è già sposata. 

## Ti ricordi di Lisa?
- Titolo originale: Yes, Monsignor
- Diretto da: Pamela Fryman
- Scritto da: Chuck Lorre e Lee Aronsohn (soggetto); Jeff Abugov e Susan Beavers (sceneggiatura)

### Trama
Charlie ritrova Lisa, la ragazza di cui era innamorato: scopre che ha lasciato il marito ed è diventata madre di una bambina e le chiede di uscire a cena. I due cominciano quindi a frequentarsi di nuovo ma alla fine l'incapacità di Charlie di impegnarsi prevale ancora.

## Il signore delle mosche
- Titolo originale: The Salmon Under My Sweater
- Diretto da: Pamela Fryman
- Scritto da: Don Foster e Mark Roberts (soggetto); Chuck Lorre e Lee Aronsohn (sceneggiatura)

### Trama
Jake non ha ancora finito di leggere Il signore delle mosche per scuola e quindi Alan non lo fa uscire mentre lui va al cinema con Rose. I due entrano sempre più in confidenza mentre Charlie chiede aiuto a Jake per scrivere la sigla di un cartone animato. Alan bacia Rose ma rifiuta di farci sesso per non rovinare la loro amicizia mentre Charlie e Jake scrivono la sigla; l'uomo compra poi al nipote un riassunto del libro, che però il bambino non sfrutta. Jake infine scopre che Charlie ha usato la versione della sigla che lui aveva rifiutato.

## Charlie e il sito
- Titolo originale: Last Chance to See Those Tattoos
- Diretto da: Pamela Fryman
- Scritto da: Chuck Lorre e Lee Aronsohn

### Trama
Alan compra delle webcam così da potersi vedere con Jake anche quando questi è da sua madre mentre Charlie, al bar, viene deriso da una ragazza, che nonostante non sia mai stata con lui conosce perfettamente il suo "modus operandi". L'uomo scopre quindi che esiste un sito Internet in cui sono esposti tutti i suoi trascorsi mentre, grazie alla webcam, Alan scopre che Judith lo ama ancora. Charlie, dopo aver fatto una lista delle possibili artefici del sito, le visita chiedendo loro inizialmente scusa e poi ci fa di nuovo sesso mentre Alan scopre che Judith non vuole ritornare con lui sul serio. Charlie si scusa anche con Rose, la quale, con un congegno sofisticato, chiude il sito.

## Mai, mai e poi mai
- Titolo originale: A Lungful of Alan
- Diretto da: Pamela Fryman
- Scritto da: Chuck Lorre e Lee Aronsohn (soggetto); Mark Roberts e Eddie Gorodetsky (sceneggiatura)

### Trama
Alan si ritrova con Jamie, una compagna delle superiori, ed entra in competizione con Charlie per averla; alla fine Alan riesce a convincerlo a lasciargliela ma Jamie sembra avere occhi solo per Charlie. Jamie bacia entrambi e il giorno dopo si dà appuntamento con Alan e Jake; sopraggiunge anche Charlie, ma alla fine Jamie pianta entrambi, essendo solo intenzionata a vendicarsi dei tempi della scuola.

## Siamo ancora amici
- Titolo originale: Zejdź z Moich Włosów (a.k.a. Get Off My Hair)
- Diretto da: Pamela Fryman
- Scritto da: Susan Beavers e Eddie Gorodetsky (soggetto); Chuck Lorre & Lee Aronsohn (sceneggiatura)

### Trama
Si verifica un terremoto e Judith, dati i danni alla casa, viene ospitata da Alan, sebbene Charlie sia contrario. La convivenza diviene ben presto fastidiosa e, dopo aver finto un appuntamento per Alan, Charlie e il fratello riescono a far tornare Judith a casa sua. 

## Il pianeta degli animali
- Titolo originale: Those Big Pink Things with Coconut
- Diretto da: Pamela Fryman
- Scritto da: Chuck Lorre e Lee Aronsohn (soggetto); Don Foster e Jeff Abugov (sceneggiatura)

### Trama
Jake, grazie all'aiuto di Alan e Charlie nello studio, riesce a prendere un ottimo voto nel compito di storia ma Evelyn, dato che tutta la classe ha preso lo stesso voto, smonta il suo entusiasmo: Alan, date anche le lamentele di Judith, decide quindi di non farle più vedere il nipotino. La donna tempesta i figli di telefonate finché i due non vengono informati che Evelyn ha avuto un malore. La donna in realtà sta bene e coglie l'occasione per farsi un'operazione di chirurgia plastica e farsi accudire per un po' dai figli.

## Non te ne accorgerai neanche
- Titolo originale: Smell the Umbrella Stand
- Diretto da: Pamela Fryman
- Scritto da: Chuck Lorre e Lee Aronsohn (soggetto); Don Foster e Susan Beavers (sceneggiatura)

### Trama
Alan deve sottoporsi ad una colonscopia e confessa il suo timore a Charlie, che per distrarre il fratello decide di fare un viaggio con lui e Jake a Las Vegas. Il bambino tuttavia si ammala e la gita salta, anche perché Judith lo viene a sapere e vieta ad Alan di andare via. 

## Che giornata infernale
- Titolo originale: Can You Eat Human Flesh with Wooden Teeth?
- Diretto da: Pamela Fryman
- Scritto da: Chuck Lorre e Lee Aronsohn (soggetto); Don Foster e Susan Beavers (sceneggiatura)

### Trama
Judith va in vacanza alle Hawaii per cui Alan deve occuparsi di Jake anche durante la settimana e, essendo oberato dagli impegni, si dimentica di andarlo a riprendere lasciandolo sotto la pioggia. Il giorno dopo è Charlie a doversi occupare di lui ma la cosa si ripete. Charlie e Alan tentano quindi di farsi perdonare ma si dimenticano di andare a riprendere Judith di ritorno dalla vacanza.

## Non c'è giustizia
- Titolo originale: Woo-Hoo, An Ernia Exam!
- Diretto da: Pamela Fryman
- Scritto da: Mark Roberts e Susan Beavers (soggetto); Chuck Lorre e Lee Aronsohn (sceneggiatura)

### Trama
Charlie, insieme all'ennesima ragazza, subisce il colpo della strega e Alan lo porta dal medico: il suo è morto ed è stato sostituito da una donna molto attraente che Charlie vuole conquistare, non ricordandosi che sono già stati insieme anni prima finché lui non la scaricò per la sua coinquilina. La donna, per vendicarsi, gli stritola i testicoli al punto che Charlie, fingendo invece di esserci andato a letto parlando col fratello, ha problemi a muovere le gambe.

## Dolce tesoro della casa!
- Titolo originale: It Was Mame, Mom
- Diretto da: Pamela Fryman
- Scritto da: Chuck Lorre e Lee Aronsohn (soggetto); Eddie Gorodetsky e Mark Roberts (sceneggiatura)

### Trama
Charlie convince Alan a fingersi il suo compagno per partecipare alla festa di un suo facoltoso amico gay, Eric, ma al party si infatua della sua ex moglie Pamela. Il giorno dopo Charlie e Pamela vanno a fare shopping, ma quando le rivela di essere etero fa cilecca. Tornato a casa, scopre che Eric ci ha provato con Alan e riesce ad ottenere un contratto sostanzioso. 

## Toast mortale ninja
- Titolo originale: A Low Gutteral Tongue-Flapping Noise
- Diretto da: Gary Halvorson
- Scritto da: Mark Roberts e Eddie Gorodetsky (soggetto); Chuck Lorre e Lee Aronsohn (sceneggiatura)

### Trama
Alan, assieme a Charlie, incontra Sherry, la ragazza che frequentava suo fratello qualche tempo prima; ne rimane folgorato e, con qualche difficoltà, riesce ad ottenere un appuntamento. L'incontro va molto bene e i due si rivedono la sera successiva: l'eccessiva competizione che Alan sente con Charlie, tuttavia, manda a monte la serata.
- Guest star: Jery Ryan (Sherry).

## Tu eri geloso di me?
- Titolo originale: I Always Wanted a Shaved Monkey
- Diretto da: Asaad Kelada
- Scritto da: Susan Beavers e Jeff Abugov (soggetto); Chuck Lorre e Lee Aronsohn (sceneggiatura)

### Trama
Alan e Charlie litigano e Rose si offre di aiutarli date le sue conoscenze in campo psichiatrico. Dall'analisi emerge che in realtà Charlie è sempre stato geloso dell'affetto che il fratello riceveva e dopo essersi chiariti i due si abbracciano. Alla fine tuttavia bisticciano di nuovo.

## Mentirai anche nell'aldilà
- Titolo originale: A Sympathetic Crotch to Cry On
- Diretto da: Pamela Fryman
- Scritto da: Chuck Lorre e Lee Aronsohn (soggetto); Mark Roberts e Eddie Gorodetsky (sceneggiatura)

### Trama
Il primo dei tre patrigni di Charlie e Alan muore e i due, Evelyn e Jake partecipano al funerale. La donna spiega che fu lui a lasciarla per una donna più giovane nonostante lo amasse ancora e alla funzione Charlie ci prova con la vedova mentre Evelyn tenta di venderle casa. 

## Non è un'auto da donna
- Titolo originale: That Old Hose Bag is My Mother
- Diretto da: Gary Halvorson
- Scritto da: Chuck Lorre e Lee Aronsohn (soggetto); Mark Roberts e Don Foster (sceneggiatura)

### Trama
Alan, ottenuto un prestito dalla madre, si compra un'auto nuova e la donna gli chiede di andare a cena con la figlia dell'uomo che sta frequentando, che si rivela però parecchio instabile. La donna si ubriaca e Alan la porta a casa, ma la donna gli ruba l'auto distruggendola poi in un inseguimento con la polizia.

## Una pessima idea
- Titolo originale: Squab, Squab, Squab, Squab, Squab
- Diretto da: J.D. Lobue
- Scritto da: Chuck Lorre e Lee Aronsohn (soggetto); Susan Beavers e Don Foster (sceneggiatura)

### Trama
Alan, su richiesta di sua madre, le lascia Jake per una notte, sebbene questi non sia affatto d'accordo. La serata si mette subito male tra nonna e nipotino e Charlie, vinto dai sensi di colpa, trascina Alan a casa di Evelyn a riprendere il ragazzino.

## Vuole dei dolcetti?
- Titolo originale: Does This Smell Funny to You?
- Diretto da: Pamela Fryman
- Scritto da: Chuck Lorre e Lee Aronsohn (soggetto); Susan Beavers e Jeff Abugov (sceneggiatura)

### Trama
Jake, in un tema per scuola, riassume quello che accade nel weekend: Charlie va a letto con una donna sposata con un anziano ex dongiovanni, Norman; l'uomo lo perdona dopo che si scusa per poi finire a letto con Evelyn. Il tema cade infine nelle mani di Judith.